# Râul Avon, Ontario
Râul Avon este un râu din Comitatul Perth, Ontario, Canada. Râul a fost denumit după Râul Avon⁠(d) din Anglia, când orașul Stratford a fost fondat pe malurile sale în 1832. Râul Avon izvorăște la nord-est de Stratford și curge spre sud-vest, vărsându-se în Râul North Thames lângă St. Marys. Inițial era cunoscut sub numele de Micul Râu Tamisa.

## Cursul

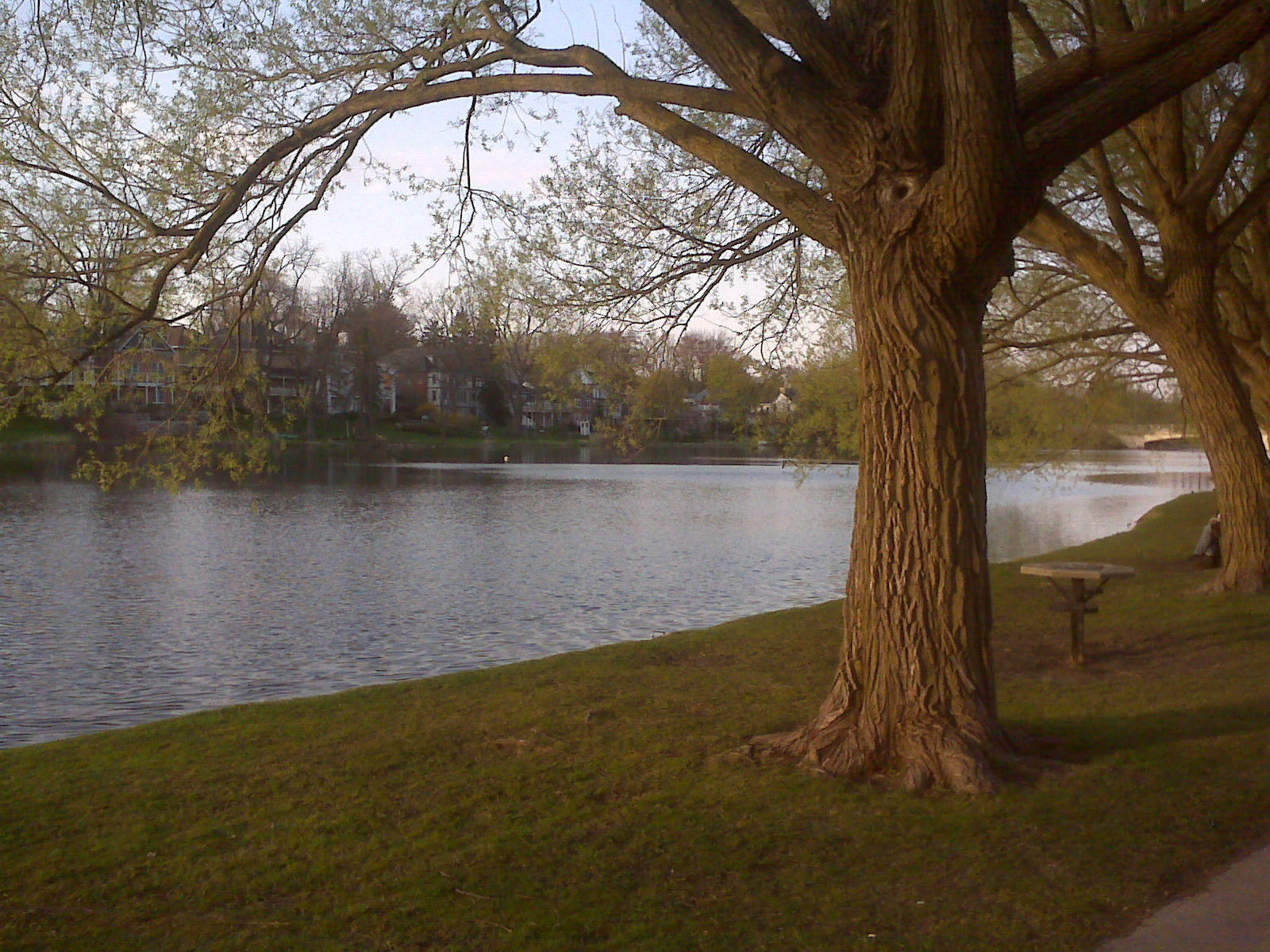
Altă vedere a Lacului Victoria din Stratford

Râul izvorăște într-un câmp la nord-est de comunitatea Shakespeare din Perth East. Curge spre vest, spre nordul comunității, la sud de Brocksden, și în Lacul Victoria, un lac sezonier creat de barajul Thomas Orr. din Stratford. Râul Avon continuă spre vest prin comunitatea Avonton din Perth South și se îndreaptă spre sud prin comunitatea Avonbank. Apoi se varsă în Râul North Thames, ca afluent de stânga, între comunitatea Motherwell la nord și orașul St. Marys la sud.

## Afluenți
- Dunseith Drain
- Douglas Drain
- Hislop Drain
- Court Drain
- Kuhne Drain
- Central School Drain
- Sheerer Drain